# Paspalum chacoense
Paspalum chacoense är en gräsart som beskrevs av Parodi. Paspalum chacoense ingår i släktet tvillinghirser, och familjen gräs. Inga underarter finns listade i Catalogue of Life.